# Споменик природе Стабло липе — Бела Црква
Споменик природе Стабло липе — Бела Црква је заштићено природно добро које се налази на у атару села Бела Црква на територији општине Крупањ у западној Србији, недалeко од магистралног пута Крупањ—Шабац. Стабло је законом заштићено 1971. године.

## Опис
Заштићено стабло липе припада врсти Tilia grandifolia и сврстано је у III категорију заштите. Висина стабла је око 21 метар, а старост је процењена на приближно 180 година. Споменик природе назали се у оквиру Спомен-комплекса Бела Црква који обухвата историјске и културне споменике — стара кафана, стара зграда општине и старо гробље.

## Галерија
- Стабло липе 1
- Стабло липе 2
- Стабло липе 3
- Стабло липе 4
- Стабло липе 5